# Krajský přebor – Ostrava 1952
Krajský přebor – Ostrava 1952 byl jednou z 21 skupin 2. nejvyšší fotbalové soutěže v Československu. V soutěži se utkalo 12 týmů každý s každým dvoukolovým systémem jaro-podzim. O titul přeborníka Ostravského kraje soutěžilo 12 týmů každý s každým dvoukolově na jaře a na podzim 1952. Tento ročník začal v neděli 6. dubna 1952 a skončil v neděli 28. září téhož roku. Jednalo se o 4. z 11 ročníků soutěže (1949–1959/60).

## Nové týmy v sezoně 1952
- Z okresních přeborů 1951 (III. liga) postoupila mužstva (abecedně) ZSJ Železárny Karviná, ZSJ Strojosvit Krnov, ZSJ Autopal Nový Jičín, ZSJ ČSD Ostrava, ZSJ Železárny Třinec „A“ a ZSJ Železárny Třinec „B“.

## Konečná tabulka
Zdroj: 
| Poř. | Tým                          | Z  | V  | R | P  | VG | OG | B  |
| ---- | ---------------------------- | -- | -- | - | -- | -- | -- | -- |
| 1.   | ZSJ OKD Mír Karviná          | 22 | 15 | 4 | 3  | 54 | 29 | 34 |
| 2.   | ZSJ Železárny Karviná (N)    | 22 | 13 | 5 | 4  | 72 | 35 | 29 |
| 3.   | ZSJ Strojosvit Krnov (N)     | 22 | 10 | 6 | 6  | 63 | 33 | 26 |
| 4.   | ZSJ Železárny Stalingrad     | 22 | 11 | 3 | 8  | 54 | 39 | 25 |
| 5.   | ZSJ HEPO Petřvald            | 22 | 11 | 3 | 8  | 57 | 50 | 25 |
| 6.   | ZSJ Autopal Nový Jičín (N)   | 22 | 11 | 3 | 8  | 62 | 61 | 25 |
| 7.   | ZSJ Železárny Třinec „A“ (N) | 22 | 10 | 4 | 8  | 54 | 50 | 24 |
| 8.   | ZSJ ČSD Ostrava (N)          | 22 | 8  | 6 | 8  | 53 | 44 | 22 |
| 9.   | ZSJ OKD Zárubek              | 22 | 8  | 4 | 10 | 54 | 56 | 19 |
| 10.  | ZSJ Tatra Kopřivnice         | 22 | 7  | 5 | 10 | 54 | 56 | 19 |
| 11.  | ZSJ Dukla Suchá              | 22 | 4  | 4 | 14 | 28 | 63 | 12 |
| 12.  | ZSJ Železárny Třinec „B“ (N) | 22 | 0  | 1 | 21 | 18 | 90 | 1  |

Poznámky:
- Z = Odehrané zápasy; V = Vítězství; R = Remízy; P = Prohry; VG = Vstřelené góly; OG = Obdržené góly; B = Body; (N) = Mužstvo postoupivší z nižší soutěže (nováček)